# David Porter (musicien)
Pour les articles homonymes, voir David Porter et Porter.
Ne doit pas être confondu avec Dave Porter (compositeur).
David Porter, né le 21 novembre 1941 à Memphis (Tennessee), est un auteur-compositeur, producteur de disques, chanteur, entrepreneur et philanthrope américain.
De ses collaborations avec Isaac Hayes pour le label Stax Records sont issus quelques-uns des plus grands succès de la musique soul.

## Biographie

### Jeunesse
David est le neuvième des douze enfants de James et Corean Porter. Ses parents habitent East Virginia Street, non loin de McLemore Avenue. Sa carrière musicale débute après qu'il a chanté à l'église, à l'école et dans des concours, souvent avec son camarade de classe et ami proche, Maurice White, le futur fondateur d'Earth, Wind and Fire. Diplômé de la Booker T. Washington High School en 1961, Porter fréquente ensuite le LeMoyne College. A 19 ans, il enregistre son premier disque pour le label local Golden Eagle Records, puis chez Savoy et Hi Records. Alors qu’il est encore lycéen et travaille dans une épicerie en face de Satellite Records, il cherche à savoir si le label envisage d’enregistrer de la musique soul.
Après des entretiens avec Chips Moman, Porter devient actif chez Satellite en tant qu'auteur-compositeur. Grâce à ce rôle, il s'arrange pour que ses amis et camarades de classe enregistrent pour le label Satellite, dont Booker T. Jones, William Bell et Andrew Love. Peu de temps après, Satellite est rebaptisé Stax Records et redéfinit son positionnement pour devenir un label entièrement consacré à la musique soul.

### Carrière musicale
Porter est le premier auteur-compositeur afro-américain de Stax Records. Il développe ses compétences en tant qu'A&R. En cette qualité, il recrute des artistes tels que The Emotions ou Homer Banks. Il entame une collaboration d'écriture avec Isaac Hayes. Ils signent ensemble la plupart des tubes de Sam & Dave, dont Hold On, I'm Comin' et Soul Man, et d'autres pour Carla Thomas (B-A-B-Y), et font les arrangements pour I Got to Love Somebody's Baby et I Had a Dream de Johnnie Taylor. En 1968, Isaac et David forment le groupe Soul Children. À partir de la fin des années 1960, Hayes se concentre de plus en plus sur sa propre carrière d'enregistrement, menant finalement à la fin de ce partenariat d'écriture. Le duo Hayes-Porter compose 200 chansons au cours de cette collaboration.
Porter commence alors à enregistrer ses propres chansons pour Stax. Il fait d'abord un single en 1965, Can't See You When I Want To, puis il réalise plusieurs albums au début des années 1970, dont un concept album, Victim of the Joke? An Opera, qui comprend une reprise optimiste de Help! des Beatles. En outre, il publie sur d'autres labels sous les pseudonymes de Little David et Kenny Cain.
Porter travaille ensuite avec un nouveau partenaire d'écriture, Ronnie Williams, et conçoit la brève relance du label Stax en 1978, après l'acquisition des actifs de la société en faillite par Fantasy Records.

### Philanthropie et entrepreneuriat
En 2012, Porter fonde le Consortium MMT (Memphis Music Town), une organisation à but non lucratif, avec pour objectif de développer une industrie de la musique viable à Memphis grâce à un enseignement structuré, une expérience professionnelle et un système de parrainage.

## Prix et distinctions

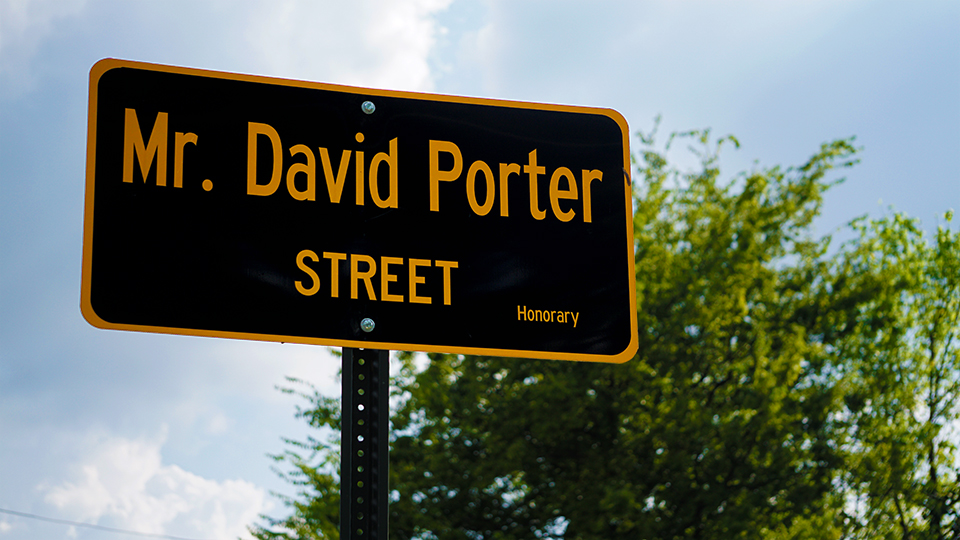
La David Porter Street à Memphis.

- En 1999, David Porter reçoit un « Pioneer Award » de la Rhythm and Blues Foundation.
- Le 9 juin 2005, il est introduit au Songwriters Hall of Fame en même temps que Isaac Hayes, Steve Cropper,  Bill Withers, Robert B. Sherman, Richard M. Sherman et John Fogerty[5].
- En 2015, le magazine Rolling Stone classe le duo David Porter/Isaac Hayes 75e dans sa liste des « 100 plus grands auteurs-compositeurs de tous les temps »[6].
- Une rue de Memphis, la Mr. David Porter Street, est baptisée ainsi en son honneur.
- Il siège au Conseil d'Administration de différents organismes, dont l'Académie Nationale des Arts et des Sciences[2].

## Œuvres

### Ecriture et composition (principaux titres)

#### Avec Isaac Hayes
- 1965 : You Don't Know Like I Know, Sam & Dave
- 1966 : Let Me Be Good to You, Carla Thomas (écrit avec Carl Wells)
- 1966 : B-A-B-Y, Carla Thomas
- 1966 : Your Good Thing (Is About to End), Mable John
- 1966 : Hold On, I'm Comin', Sam & Dave
- 1966 : You Got Me Hummin', Sam & Dave (écrit avec Booker T. Jones)
- 1966 : 	Love Have Mercy, Otis Redding
- 1967 : When Something is Wrong with My Baby, Sam & Dave
- 1967 : Soul Man, Sam & Dave
- 1968 : I Thank You, Sam & Dave
- 1969 : The Sweeter He Is, The Soul Children
- 1969 : Soul Sister Brown Sugar, Sam & Dave

#### Autres
- 1966 : I'm Sick Y'all, Otis Redding (Redding, Cropper, Porter)

### Production
- 1969 : So I Can Love You, The Emotions
- 1973 : Soulful Experience, Rance Allen[7]

### Discographie

#### Albums
Tous les albums sont publiés sur le label Enterprise, filiale de Stax.
- 1970 : Gritty, Groovy, & Gettin' It
- 1971 : ...Into a Real Thing
- 1973 : Victim of the Joke? An Opera
- 1974 : Sweat & Love

### Singles
Sauf indication contraire, tous les singles sont publiés sur le label Enterprise.
- 1965 : Can't See You When I Want To / Win You Over (Stax)
- 1970 : One Part Love, Two Parts Pain / Can't See You When I Want To
- 1971 : If I Give It Up, I Want It Back Part I / Part II
- 1972 : Ain't That Loving You / Baby I'ma Want You (avec Isaac Hayes )
- 1972 : I'm Afraid the Masquerade is Over / Hang On Sloopy
- 1972 : When the Chips Are Down / I Wanna Be Your Somebody
- 1973 : Long As You're the One Somebody in the World / When You Have to Sneak, You Have to Sneak
- 1974 : I Got You and I'm Glad / Falling Out, Falling In